# Torrent de l'Hort de l'Om
El torrent de l'Hort de l'Om és un torrent que discorre pel terme municipal de Monistrol de Calders, al Moianès.
Es forma a l'Hort de l'Om, a partir de les aigües de la font de bassa de l'Hort de l'Om. Des d'aquell lloc davalla cap al sud-oest fent giragonses a causa del terreny que travessa, resseguint pel costat nord-oest el Serrat del Trompa, i va a abocar-se en el torrent de l'Om a ponent del lloc on hi havia la masia de l'Om.